# 비자 (기업)
비자(VISA Inc., VISA)는 21,000여개의 금융기관들이 합작하여 만든 글로벌 벤처기업으로, 마스터카드보다 앞서 창업되었다. VISA는 재귀 약자로 Visa International Service Association을 뜻한다. 본사는 미국 캘리포니아주 샌프란시스코에 있다. BIN은 4로 시작한다.
FIFA, 국제 올림픽 위원회, 국제 패럴림픽 위원회의 주요 후원업체들 중 하나다. 월드컵, 올림픽, 패럴림픽, 유니버시아드 경기 입장권 및 경기장 내 모든 가맹점에서는 비자카드만 사용이 가능하며, 마스터카드 등 다른 카드는 통용되지 않는다.
산하 브랜드로는 ATM망인 PLUS, 직불 카드망인 비자 일렉트론 및 인터링크가 있다. 단, 대한민국에서 국제현금카드는 거의 마스터카드 산하 브랜드인 마에스트로 브랜드로 발행 중이며, 인터링크 장착 국제현금카드는 신한카드 탑스파워 체크카드가 2018년에 단종되면서 소멸했다.
대한민국 발행 카드 기준으로 해외사용 수수료 중 하나인 브랜드 로열티 1%를 받아 왔으나, 비자코리아 측이 2016년 10월부터 대한민국 발행 카드에 대하여 브랜드 로열티를 1.1%로 인상하겠다고 2016년 5월에 언급해 크게 논란을 빚었다. 결국 대한민국 신용카드사들이 여기에 반발하여 공정거래위원회에 비자코리아를 제소했고, 이에 비자코리아 측은 2017년으로 브랜드 로열티 인상 시기를 연기했다. 그러나 비자카드가 독점 지위를 가지지 않았다고 판단한 공정거래위원회가 2018년 8월 23일에 비자코리아의 손을 들어 주었고, 이에 카드사들은 비자코리아가 제시한 브랜드 수수료 인상을 받아들였다. 다만 금융감독원과의 마찰 때문에 카드사들의 약관 변경이 지연됐고, 이 여파로 대한민국에서는 마스터카드가 달린 상품들이 한동안 급증하여 마스터카드의 점유율 또한 늘어났다.
2017년 10월부터 브랜드 로열티가 1.1%로 인상됐다. 차액 0.1%는 카드사에서 부담해 왔으나, 2019년 8~9월 사이에 하나카드와 현대카드가 약관을 바꾼 것을 시작으로 카드사들의 브랜드 로열티 인상이 시작됐다. 이에 따라 약관을 변경한 시점 이후 새로 출시하는 비자카드 장착 상품들은 1.1%를 모두 사용자들로부터 받게 된다. 2019년 10월에 비자카드 브랜드를 달고 첫 해외결제 가능 체크카드를 출시한 새마을금고는 로열티 1.1%를 모두 이용자들로부터 받는다. 이후 2020년 6월 12일에 출시한 신한카드의 헤이영 비자 플래티넘 체크카드도 비자카드의 로열티 1.1%를 사용자들로부터 모두 부과하기 시작했고, KB국민카드, 우리카드, 하나카드 역시 몇몇 비자카드 장착 상품들에 대해 로열티 1.1%를 모두 받기 시작했다. 카카오뱅크 제휴 비자 신용카드들(씨티, 삼성, 신한) 역시 1.1%를 받게 되면서, 사실상 대부분의 카드사들이 약관 변경을 완료했다. 신용카드사들이 서서히 로열티 차액을 이용자들에게 전액 전가하기 시작하면서, 비자카드 상품들이 다시 나오고 있다.
홀로그램은 비둘기다. 다만 일부 카드사(케이뱅크, 현대카드, 신한카드)들이 풀 홀로그램 대신 비둘기 모양만 잘라서 붙이기 시작했고, 현재는 모든 카드사들이 이 로고를 달고 나온다.
매장 소재국당 1카드사만 허용한다는 방침을 시행하는 것으로 유명한 미국의 유통업체인 코스트코에서 아멕스와 재계약을 포기하고, 비자카드를 미국 본진 매장에서 결제할 신용카드사로 선정했다. 이에 따라 대한민국 코스트코 매장에서도 외국 발행 카드는 비자카드만 받는다.
원래는 카드 번호가 13자리(4XXX-XXX-XXX-XXX)였으나, 1988년 이후부터 현재와 같은 16자리(4XXX-XXXX-XXXX-XXXX)로 되어 있다.

## 로고

2000년까지 사용된 로고
2000~2006년 사용된 로고
2006~2014년 사용된 로고
2014부터 사용된 로고-V자에 노란부분이 빠지고 색깔이 오른쪽으로 갈수록 밝아진다.
비자 일렉트론
2014년 1월부터 2021년 7월까지 사용된 로고
2021년 7월부터 사용된 로고

## 다루는 상품
- 신용카드
- 직불카드(비자 일렉트론)
- 체크카드
- 선불카드
- 국제 ATM 네트워크(PLUS)
- 국제 직불카드 네트워크(Interlink) - 대한민국은 발급사 없음
- 비접촉 결제 시스템(현 Visa tap to pay. 구 명칭은 Visa Paywave, Visa Contactless)

## 대한민국 내 취급사
- 비씨카드 (체크카드는 중소기업은행, 우리카드, 하나BC 한정)
- 삼성카드
- 현대카드(sc,산은포함)
- 신한카드
- 롯데카드
- KB국민카드
- NH농협은행
- 하나카드
- 카카오뱅크(삼성, 신한, 롯데 제휴 신용카드 전용)
- 케이뱅크[8]
- 우정사업본부(체크 전용)
- 새마을금고(체크 전용)

### 카드망 공유사
이들의 경우에는 대한민국 외에서 사용이 일부 제한되는 경우가 있다.
- 제주은행

## 회사구성 (2010년 기준)
2006년까지는 비자카드가 각 지역마다 1 회사씩 (총 3개 회사 (Visa International Services Association 포함 4개 회사)) 나뉘어 있었다.
- Visa Inc.: 2007년도에 Visa Canada, Visa International ServFirst National of Nebraska
- Texas First Bank
- National City Corporation
- SunTrust Bank

## 같이 보기
- 유니온페이
- 비자 벅스카드